# 닐 암스트롱

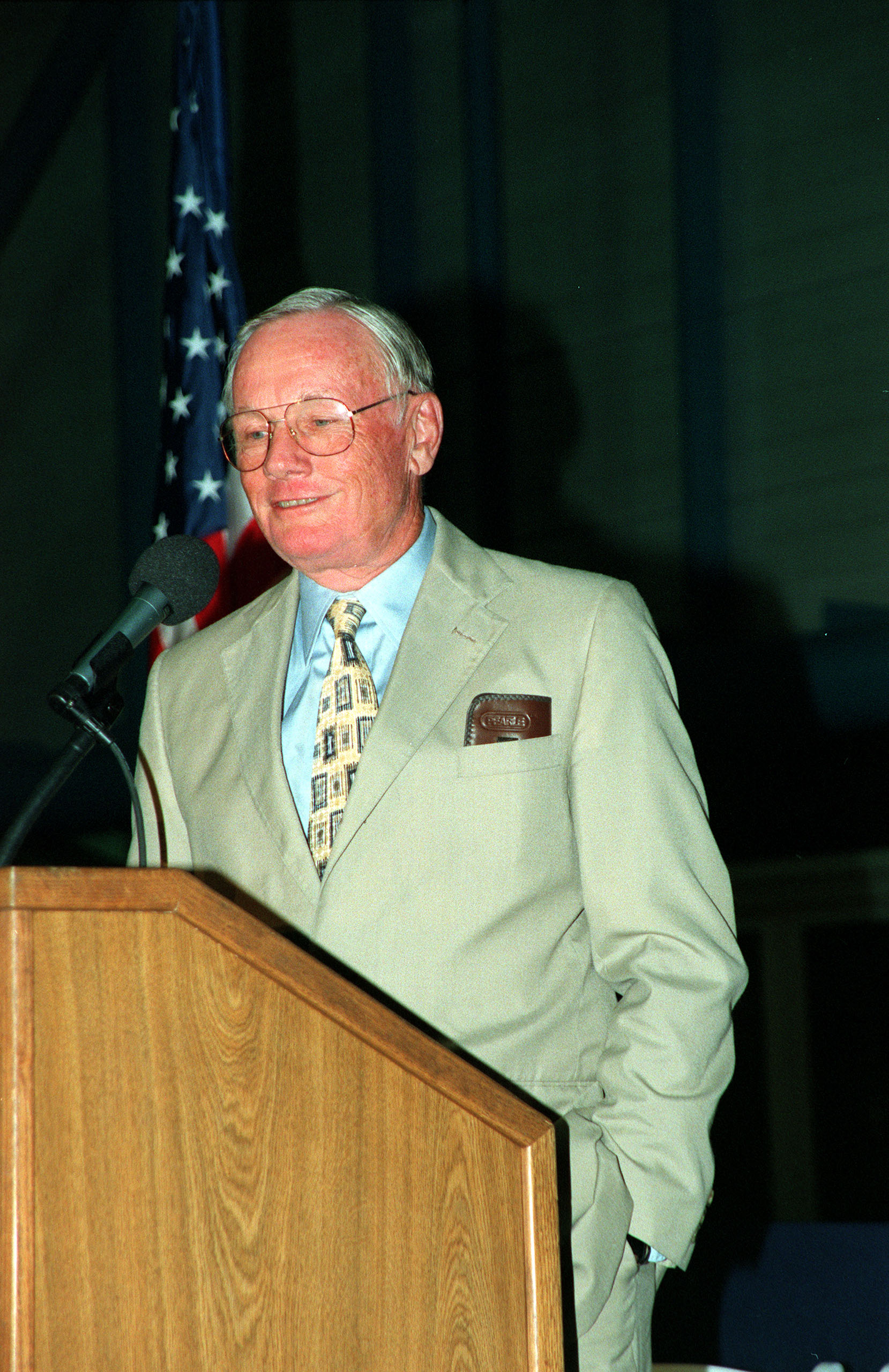
1999년 연설하는 닐 암스트롱

닐 올던 암스트롱(영어: Neil Alden Armstrong, 1930년 8월 5일 ~ 2012년 8월 25일)은 미국의 우주비행사, 시험 비행사, 대학 교수, 해군 비행사로, 인류 최초로 달에 발을 디딘 사람이다.
1971년 NASA에서 사임 한 후, 암스트롱은 1979년까지 신시내티 대학교 항공 우주 공학과에서 가르쳤으며, 그는 아폴로 13호 사고 조사에서 우주 왕복선 챌린저호 사건을 조사하기도 했다. 그는 여러 기업의 대변인으로 활동했으며 1979년 1월부터 크라이슬러 자동차 브랜드 광고에 출연했다.

## 생애
닐 암스트롱은 1930년 8월 5일 미국 오하이오 주 와파코네타라는 작은 마을에서 태어났다. 어렸을 때부터 유난히 비행기와 전투기에 관심이 많았던 그는 비행사가 되고 싶다는 목표를 가졌었다. 이러한 목표는 청년시절에도 이어져 1948년 퍼듀 대학교의 항공우주공학을 전공한 후 곧바로 해군 항공대에 지원을 위해서 해군 비행학교에 진학하였다.

## 우주 비행사가 되기까지
그러나 전투비행사 훈련중인 1950년 6·25전쟁 때 제트 조종사로서 한국전쟁에 참전하게 되어 휴학을 하게 된다. 암스트롱은 이 전쟁에서 78차례 전투기를 출격해 활약을 보였다.
1953년에 정전협정 뒤, 조국으로 복귀한 암스트롱은 1955년에 비행학교에 졸업한 뒤 1955년부터 1960년까지 고속 비행 기지에서 900회 이상 시험 비행사로 활약했다.
이러한 그의 화려한 경력과 경험에 주목한 미국은 미항공우주국(NASA)를 창설한 4년 뒤인 1962년 미국 정부의 전폭적인 지원 아래, 제2기 항공우주사로 스카웃되어 우주비행 적응 훈련에 돌입한다.

## 우주경쟁
당시 미국과 소련은 서로의 국력을 과시하기 위해 미사일, 군사, 정치, 행정 등의 경쟁을 하고 있었다. 이 시대가 차가운 전쟁인 냉전 시대로 이제 이 두나라는 국력면에서는 서로 팽팽해 좀처럼 결론이 나질않자 이번엔 과학적 기술력으로 경쟁을 하고 있었다. 바로 우주경쟁이 그것이다. 두 나라는 자국의 과학기술력이 뛰어나다는 것을 먼저 보여주기 위해 인공위성, 우주왕복선 등의 개발에 만전을 기하였고 먼저 선수를 친건 소련이었다.
1957년 10월 소련이 인류 역사상 최초로 인공위성 스푸트니크 1호를 발사하자 충격을 받았던 미국은 5개월 뒤인 1958년 3월 익스플로러 1호를 발사하는 한편, 당시 미국 대통령인 아이젠하워의 우주개발에 대한 적극적인 지원으로 미국항공우주국 NASA를 창설한다. 이 조직은 우주탐사만을 목적을 둔 최초의 정부기관이다. 그 이후 미국과 소련은 뒤이어 인공위성에서 이번에는 생명체를 우주로 보내는 계획을 착수했고 강아지, 원숭이, 새 등 생명체를 우주로 보낸다. 이후 사람을 우주로 보내는 계획에 착수했으며 이번에도 선수를 친건 소련이었다. 1961년 소련 우주 비행사 유리 가가린이 인류 최초로 지구궤도를 돌아 무사히 돌아온 것이다.
이에 미국은 한 달 뒤 우주비행사 앨런 쉐퍼드를 지구궤도로 보내는데 성공한다. 그런데 소련이 이듬해에 여성을 우주로 보낸다. 이처럼 두 나라는 끊임없는 우주경쟁을 했고 이 과정에서 수많은 생명체와 사람이 목숨을 잃었다. 이제 두 나라의 남은 목표는 인류를 달로 보내는 일이었다.

## 최초의 우주비행
닐 암스트롱은 4년간의 우주비행적응 훈련을 마치고 1966년 3월 제미니 8호의 선장으로 D.R.스콧과 함께 첫 우주비행을 하여 아제나 위성과 최초의 도킹에 성공한다.
이어 3년뒤 아폴로 11호의 선장이 되어 1969년 7월 16일, 버즈 올드린과 마이클 콜린스 비행사와 함께 플로리다주의 케네디 우주 기지를 출발하였다. 그로부터 4일 후에 달 주위를 도는 궤도 위에서 모선에 남은 마이클 콜린스와 헤어져서, 올드린과 함께 달 착륙선으로 '고요한 바다'에 착륙하였고 여기서 암스트롱은 휴스턴의 나사본부에 교신에 성공한다. 그는 이곳에서 다음과 같은 유명한 말을 남긴다. "이 첫걸음은 한 인간에게 있어서 작은 발걸음이지만 인류 전체에게 있어서 커다란 첫 도약입니다." (That's one small step for a man, one giant leap for mankind)
"인류의 커다란 한 걸음"을 버즈 올드린과 함께 달 표면을 2시간 반 동안 탐사했고 이 시간 동안 달 표면에 모래와 암석을 모으는 한편 지진계 등을 설치해 놓은 후 5일 뒤 무사히 지구로 돌아오게 된다. 그의 나이는 39세였다.

## 이후
닐 암스트롱은 1975년 NASA를 은퇴한 후 신시내티 대학교에서 항공우주공학과 교수로 지내다가 1979년에 퇴직했다. 닐 암스트롱은 NASA의 사고조사위원으로도 2번 활약했는데, 첫 번째는 1970년의 아폴로 13호 사고였고, 1986년에는 두 번째로 챌린저 우주왕복선의 폭발 사고를 조사하는 위원회의 부위원장으로 임명되어 위원회를 이끌었다.
1975년에 NASA를 물러난 뒤 기업들로부터의 유혹들도 있었지만 계속 거절하다가 평직 성향의 비임원 영입을 결국 수락하여 크라이슬러를 통해 1979년 1월부터 선전에 출연했다. 그 외 전미은행협회 등 주로 미국을 대표하는 기업들의 CM에 출현했다.
그 외에 Thiokol(ATK Launch Systems Group) 등의 기업들의 경영에도 참가했었고, 그 후 지난날(1969년 39세 시절) 달나라 원정 관련 유명세로써 받은 국제적 관심에 부담이 갔는지 점점 심장질환을 앓게 된 그는 2002년을 마지막으로 기업 경영에서도 은퇴했다.

## 사망
이후 닐 암스트롱의 건강이 악화되어 관상동맥 협착 증세로 인해서 심혈관계 수술을 받게 되었다. 하지만 합병증이 발생하여 결국 2012년 8월 25일에 82세의 나이로 사망했다. 당시 미국에서는 닐 암스트롱의 장례식을 국장(國葬)으로 치루어야 한다고 목소리를 높였다. 특히 닐 암스트롱의 고향인 오하이오주를 중심으로 암스트롱의 국장 거행을 버락 오바마 대통령에게 요청하자는 목소리를 높였다. 그 결과 오하이오 주의 빌 존슨 하원의원은 AP통신 등과의 인터뷰에서 "대통령께 정식으로 요청할 예정"이라고 밝혔다.
참고로 미국에서 마지막 국장이 치러진 것은 지난 2006년 제럴드 포드 전 대통령의 장례식 때이다. 전직 대통령을 제외하고 국장이 치러진 경우는 1964년 더글러스 맥아더 대장군의 장례식이 마지막이었다. 국장이 거행되려면 대통령의 승인이 반드시 필요한데, 암스트롱이 인류 최초로 달에 착륙하는 업적을 남겨 미국의 국위를 선양한 만큼 국장으로 대우해야 한다는 것이 국장 지지자들의 주장이었다.
하지만 닐 암스트롱은 죽기 전에 자신의 장례식을 너무 국장 형식으로 호화롭게 치르지 말라고 했으며 시신을 화장한 뒤 대서양 바다에 뿌려달라고 유언을 하였고, 실제로 그의 유해는 본토에서 화장된 뒤 미국 해군에 의해서 대서양에 뿌려졌다.

## 같이 보기
- 항공의 역사